# Obelophorus landbecki
Obelophorus landbecki är en tvåvingeart som först beskrevs av Philippi 1865.  Obelophorus landbecki ingår i släktet Obelophorus och familjen rovflugor. Inga underarter finns listade i Catalogue of Life.